# Carlos Raimundi
Carlos Alberto Raimundi (La Plata, Argentina, 25 de junio de 1957) es un abogado, docente universitario  y político argentino. Fue diputado de la Nación por la provincia de Buenos Aires en varios períodos, siendo el último el  período 2011-2015. Es Secretario General del Partido Solidaridad e Igualdad en el Frente Grande, Unidad Ciudadana.

## Biografía
Nació en La Plata, capital de la Provincia de Buenos Aires el 25 de junio de 1957. Cursó sus estudios primarios en la Escuela Joaquín V. González y secundarios en el Colegio Nacional de La Plata ambos dependientes de la UNLP. Allí comenzó su militancia política, primero en el movimiento estudiantil. En 1981 se recibe de abogado y en 1985 es Secretario Académico de la UNLP. 

Entre 1985 y 1987 preside el Comité Nacional de la Juventud Radical en uno de los periodos de mayor movilización política juvenil.  

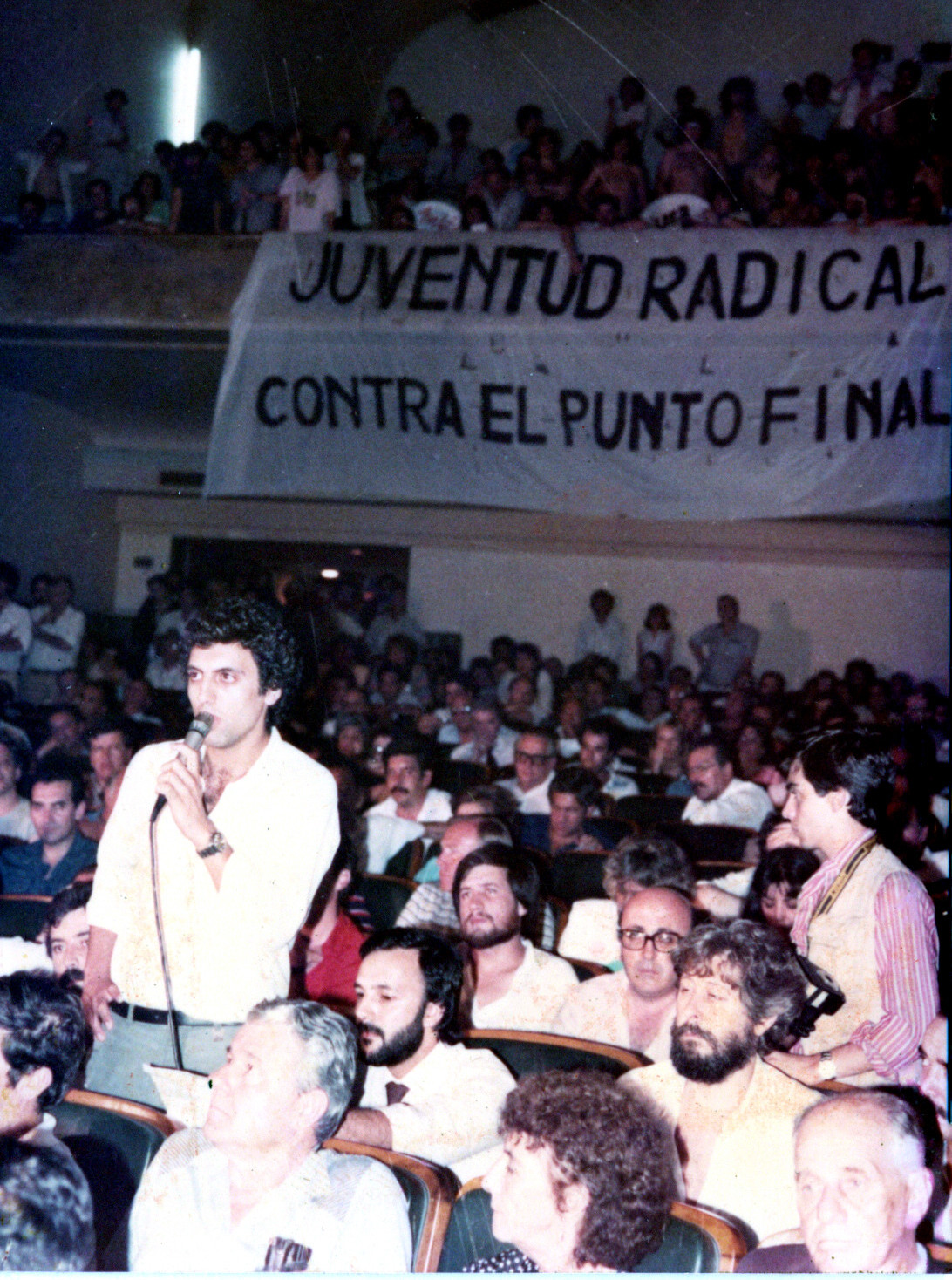
Carlos Raimundi, en discurso ante la Convención Partidaria contra la ley de Punto Final, diciembre de 1986

En 1988 por concurso público es Profesor Adjunto ordinario de “Derecho Político” de la Facultad de Ciencias Jurídicas y Sociales de la U.N.L.P cargo que aún hoy ejerce.

A los 31 años es elegido diputado nacional (UCR) por la provincia de Buenos Aires para el periodo 1989-1993, donde integra las comisiones de Comunicaciones, Educación, Relaciones Exteriores, Trabajo y MERCOSUR. 

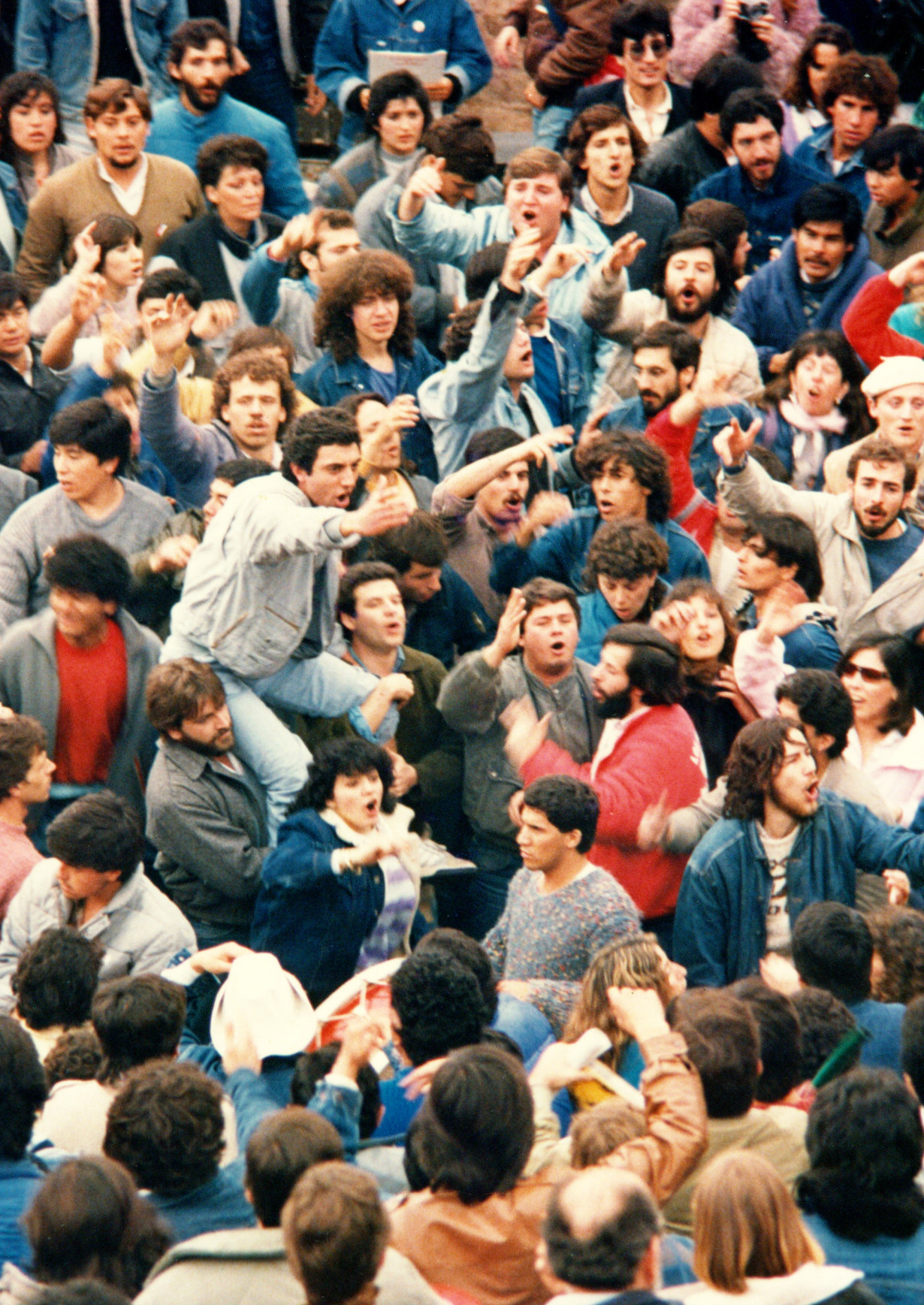
Acto de Mina Clavero, 16 al 19 de octubre de 1986

En enero de 1994 es becado por el Consejo Británico para desarrollar una estancia de investigación en Gran Bretaña.  En agosto de ese año y en respuesta al malestar que dentro de la UCR había generado el Pacto de Olivos co-organiza (siendo Secretario ejecutivo de la Fundación Sergio Karakachoff) la reunión en la Confitería del Molino que reúne a Chacho Álvarez, José Octavio Bordón (quien tenía su propio partido, “PAIS”, Política Abierta para la Integridad Social) y Federico Storani en busca de coincidencias programáticas. Esta reunión da origen unos meses después al FrePaSo (Frente País Solidario). El FrePaSo quedó constituido para esas elecciones con la participación de las siguientes partidarias: el Frente Grande, País, la Democracia Cristiana, el partido Intransigente, el partido Socialista Democrático y el partido Socialista Popular. En 1995 se incorporó al FrePaSo, la corriente denominada Nuevo Espacio, proveniente del radicalismo storanista, encabezada por Carlos Raimundi y Dante Caputo.
En 1995 es elegido diputado nacional (FREPASO) por la provincia de Buenos Aires para el periodo 1995-1999 donde se desempeña como Secretario de la bancada del FREPASO e integra las comisiones de Relaciones Exteriores, Trabajo y MERCOSUR. En 1997 integra  como secretario adjunto la Comisión Parlamentaria Conjunta del MERCOSUR que luego daría origen al Parlamento del Mercosur.
En 1999 asiste como representante del FREPASO al Comité de Descolonización de la ONU en la ciudad de Nueva York.
La renuncia del vicepresidente Chacho Álvarez y la crisis del gobierno de de la Rua en 2001 derivó en la implosión del FREPASO y obligó a algunos de  sus dirigentes a formar un interbloque con el ARI. En las elecciones de septiembre de 2003 fue candidato a gobernador de la Provincia de Buenos Aires por el ARI, obteniendo  el  8,35% de los votos (493.752 votos).
En las elecciones de 2005 encabezó la lista de diputados por la provincia de Buenos Aires por el ARI obteniendo el  8,77% de los votos (577.130 votos), para el periodo 2005-2009, cuando integra las comisiones de Peticiones, Poderes y Reglamento, MERCOSUR, Relaciones Exteriores, Defensa, Finanzas e Industria.
Luego de las elecciones presidenciales del 28 de octubre de 2007 y como consecuencia de  la política de alianzas de Elisa Carrió y su viraje político  se produce una fractura en el  ARI, y Carlos Raimundi junto a otros siete compañeros del bloque conforman el partido Solidaridad más Igualdad (SI). Entre 2007 y 2009 es delegado y fundador del Parlamento del Mercosur y fundador de la bancada progresista de dicho Parlamento, junto a otras fuerzas afines de la región, como el Frente Amplio de Uruguay y el Partido de los Trabajadores de Brasil.
Entre 2008 y 2009 acompaña varias de las leyes enviadas por la presidenta Cristina Fernández de Kirchner como la re estatización de Aerolíneas Argentinas,  de las AFJP, la ley de servicios de Comunicación Audiovisual, y la movilidad jubilatoria.
En las elecciones presidenciales de 2011 fue elegido diputado nacional (Frente para la Victoria) por la provincia de Buenos Aires para el periodo 2011-2015.   Integró las Comisiones de Relaciones Exteriores, Defensa, Industria, Vivienda, Libertad de Expresión, Educación y Legislación Penal.
Desde mayo de 2020 es Embajador de la República Argentina ante la OEA (Organización de Estados Americanos).

## Libros publicados
- Democracia, poder popular o corporaciones. Editado por UNLZ - Editora de Vanguardia, Facultad de Ciencias Sociales UNLZ. Buenos Aires, marzo de 2015. ISBN 9789509993396
- Debates para un tiempo argentino.[3] Editado por el Instituto de Estudios Internacionales de la UNLZ. Buenos Aires. Marzo 2013 ISBN 978-950-9872-17-2

- Dinero y política: La espuria relación entre los aparatos partidarios y las instituciones públicas. Realizado conjuntamente con el Lic. Mariano Tilli. Editorial Dunken, Buenos Aires, agosto de 2003. ISBN 987-02-0340-X

- Hacia la moneda única del Mercosur: Ni dolarización, ni devaluación. Realizado conjuntamente con el Lic. Leandro Popik. Fundación Faro. Febrero 2002. ISBN 987-20233-0-1

- Punto y aparte: Aportes a la nueva agenda política argentina. Editora Tres. Septiembre 1997. ISBN 987-96647-0-1

- Coparticipación: Hacia el nuevo contrato social. Realizado conjuntamente con el Lic. Mariano Tilli. Ediciones Corregidor. Octubre 1996. ISBN 950-05-0955-5

## Trabajos publicados
- “Causas de la inestabilidad política en la Argentina”, con Federico Storani, Biblioteca Política del Centro Editor de América Latina, N° 65/1984

- “Marcos para una mejor comprensión de la crisis argentina”, revista “Cauces” n° 3, diciembre de 1989

- “Un espacio de izquierda democrática en la Argentina”, revista “La ciudad futura” n°22, mayo de 1990

- “La guerra del Golfo, aproximaciones al denominado Nuevo Orden Internacional”, Biblioteca del Congreso de la Nación, agosto de 1991.

- “La nueva dimensión política de la integración”, Biblioteca del Congreso de la Nación, noviembre de 1991.

- “Evolución y crisis de la ideología de izquierda”, compiladora: María José Lubertino, Biblioteca Política del Centro Editor de América Latina, N° 319.

- “Malvinas: un conflicto sin estrategia”, Revista “Relaciones Internacionales”, n° 5, noviembre de 1993.

- “La reforma laboral”, Borrador de discusión N° 9 de la Fundación Sergio Karakachoff, 1994.

- “América latina: del ajuste estructural a la propuesta para el año 2000”, Borrador de discusión N° 10 de la Fundación Sergio Karakachoff, 1994.

- “Reflexiones sobre radicalismo, progresismo y nuevo espacio”, revista “La ciudad futura” n° 42, otoño de 1995.

- “Hacia dónde va el nuevo orden”, ponencia presentada en Seminario Internacional “Nuevos escenarios de construcción de la ciudadanía”, a imprimir por la Facultad de Ciencias Sociales de la Universidad de la República, Montevideo, Uruguay y por el Grupo Montevideo (Universidades de Argentina, Brasil, Paraguay y Uruguay).

- ”Hacia dónde va el nuevo orden”, con prólogo del Dr. Juan Carlos Rubinstein, se encuentra en la imprenta de la Universidad Nacional de La Plata.

- “Los interrogantes del nuevo orden”, Cámara de Diputados de la Nación, Buenos Aires, 1996.

- "Aportes al diseño de la Política Exterior Argentina", revista Relaciones Internacionales, Nro. 116, 1999.

- “Un nuevo modelo de Política Exterior”, Archivos del Presente, pág, 151, Año 5 N°18, Revista Latinoamericana de Temas Internacionales, octubre, noviembre y diciembre, 1999.

- “La nueva agenda política del Mercosur”, Revista de Derecho del Mercosur, pág. 75, Año 4, N° 5, octubre de 2000.

- “Mercosur: el desafío de rehabilitar la política”, Parlamentos e instituciones en el Mercosur: los nuevos desafíos, pág. 15. Editado por Gerardo Caetano y Rubén Perina.

- “El Mercosur desde la política exterior”, Revista Vocero Parlamentario, Año V, Nro. 14, pág. 64. Diciembre de 2000

- “Mercosur-Alca: Argentina necesita definir su inserción regional hemisférica” conjuntamente con Felipe Frydman. Revista Pensar y Hacer de la Fundación Auyero, Nro. 1, pág. 49, junio de 2001.

- “Política y medio: Un tema de todos”, Revista Un Ojo Avizor en los medios. Año IV, Nro. 18, pág. 14, primavera 2001.

- “La política internacional después del 11 de septiembre”, conjuntamente con Russell, Tokatlián, Gil y Garré. Revista Pensar y Hacer de la Fundación Auyero, Nro. 3, pág. 5, diciembre de 2001.

- “El MERCOSUR a 15 años de su creación”. Diálogos con Roberto Bouzas, Helio Jaguaribe; Roberto Lavagna, Mario Paz Castaing, Félix Peña, Alberto Sepúlveda Almanza y Alberto Volonté Berio. Revista Relaciones Internacionales ISSN 1515-3371, Año 15, Nº 30, Dic 05 – Mayo 2006.

- “El nuevo escenario mundial”, Archivos del Presente, pág.75, Año 7, Nro. 26, octubre, noviembre, diciembre 2001. Discurso Sesión Inaugural Observatorio Parlamentario Cuestión Malvinas. HCDN – 29 de junio de 2006.

- “No se puede hacer política desde un no”. El Iniciador. Revista de Política, Nro. 1, pág 23-19. Octubre 2008

- “La necesidad de un espacio alternativo”. El Iniciador. Revista de Política, Nro. 1, pág 11-19. Octubre 2008

- “25 años de continuidad institucional: luces y sombras de la política exterior”. Cuadernos Argentina Reciente, ISSN 1850-6607, nº6, pág. 50-53. Diciembre 2008.